# Irish Cup 2023-2024
La Irish Cup 2023-2024, anche nota come Samuel Gelston's Whiskey Irish Cup per motivi di sponsorizzazione, è la 144ª edizione della coppa nazionale dell'Irlanda del Nord dalla sua inaugurazione nel 1881. La competizione è iniziata il 12 agosto 2023 ed è terminata il 4 maggio 2024, con il vincente che ha ottenuto la qualificazione per la UEFA Conference League 2024-2025.
La squadra campione in carica è il Crusaders, che nella stagione 2022-2023 ha vinto la sua sesta Irish Cup, la seconda consecutiva. Il titolo è stato vinto dal Cliftonville, che ha quindi sollevato la sua nona coppa nazionale.

## Primo turno
Al primo turno partecipano 105 squadre provenienti dalle serie inferiori, dal settimo al terzo livello. Il sorteggio è stato effettuato il 5 luglio 2023.
| Squadra 1                   | Risultato       | Squadra 2                |
| --------------------------- | --------------- | ------------------------ |
| 12 agosto 2023              |                 |                          |
| 18th Newtownabbey Old Boys  | 2 – 2 (5-4 dtr) | Malachians               |
| Abbey Villa                 | 6 – 0           | Bryansburn Rangers       |
| AFC Craigavon               | 0 – 7           | Willowbank               |
| Albert Foundry              | 0 – 1           | Newmills                 |
| Aquinas                     | 4 – 0           | Tullyvallen              |
| Ards Rangers                | 0 – 2           | Larne Technical Old Boys |
| Ballynahinch Olympic        | 1 – 1 (2-1 dtr) | St Luke's                |
| Ballynure O.B.              | 1 – 3           | Fivemiletown United      |
| Banbridge Rangers           | 4 – 1           | Bourneview Mill          |
| Banbridge Town              | 8 – 1           | Cookstown Youth          |
| Bangor Amateurs             | 2 – 1           | Dunloy                   |
| Belfast Celtic              | 0 – 2           | Warrenpoint Town         |
| Bloomfield                  | 0 – 8           | Oxford Sunnyside         |
| Brantwood                   | 3 – 5           | Rosemount Rec            |
| Colin Valley                | 1 – 4           | PSNI                     |
| Comber Recreation           | 3 – 2           | Armagh City              |
| Crewe United                | 0 – 4           | Lurgan Town              |
| Desertmartin                | 2 – 1           | Wakehurst                |
| Dollingstown                | 5 – 1           | Lisburn Rangers          |
| Bloomfield                  | 0 – 8           | Oxford Sunnyside         |
| Drumaness Mills             | 6 – 1           | Saintfield United        |
| Dunmurry Young Men          | 2 – 3           | Queen's University       |
| Greenisland                 | 8 – 0           | Orangefield Old Boys     |
| Grove United                | 4 – 0           | Tullycarnet              |
| Holywood                    | 1 – 2           | Crumlin Utd              |
| Killyleagh Youth            | 1 – 2           | Hanover                  |
| Template:Kilmore Recreation | 2 – 0           | Seagoe                   |
| Laurelvale                  | 2 – 5           | Rathfriland Rangers      |
| Limavady Utd                | 4 – 1           | Portavogie Rangers       |
| Markethill Swifts           | 1 – 4 (dts)     | Islandmagee              |
| Moyola Park                 | 3 – 0           | Newtowne                 |
| Portadown BBOB              | 0 – 3           | Moneyslane               |
| Portaferry Rovers           | 2 – 1           | Finaghy                  |
| Rectory Rangers             | 1 – 3           | Newbuildings Utd         |
| Richhill                    | 2 – 2 (3-4 dtr) | St Mary's Youth          |
| Shankill Utd                | 1 – 5           | Ballymoney Utd           |
| St James' Swifts            | 2 – 4           | Lisburn Distillery       |
| St Oliver Plunkett          | 7 – 3           | Newcastle                |
| Strabane Athletic           | 5 – 1           | Coagh United             |
| Suffolk                     | 0 – 8           | Portstewart              |
| Windmill Stars              | 1 – 2           | Downshire Young Men      |
| Woodvale                    | 4 – 3           | St Matthew's             |

## Secondo turno
Il sorteggio è stato effettuato il 14 agosto 2023.
| Squadra 1                  | Risultato       | Squadra 2                |
| -------------------------- | --------------- | ------------------------ |
| 16 settembre 2023          |                 |                          |
| 18th Newtownabbey Old Boys | 0 – 3           | Willowbank               |
| Abbey Villa                | 5 – 2           | Portaferry Rovers        |
| Aquinas                    | 3 – 1           | Chimney Corner           |
| Ballynahinch Olympic       | 4 – 3           | Fivemiletown United      |
| Ballynahinch United        | 0 – 3           | Wellington Recreation    |
| Banbridge Rangers          | 2 – 3           | Dunmurry Recreation      |
| Banbridge Town             | 0 – 1           | Moyola Park              |
| Comber Recreation          | 5 – 2           | Crumlin Utd              |
| Donegal Celtic             | 0 – 1           | Crumlin Star             |
| Downshire Young Men        | 2 – 0           | Lower Maze               |
| Dromore Amateurs           | 2 – 7           | Newbuildings Utd         |
| Greenisland                | 1 – 3           | Limavady Utd             |
| Grove United               | 1 – 3           | Portstewart              |
| Immaculata                 | 4 – 2           | Islandmagee              |
| Banbridge Rangers          | 2 – 3           | Dunmurry Recreation      |
| Lisburn Distillery         | 3 – 1           | Newmills                 |
| Lisburn Rangers            | 2 – 1           | Rosario Youth Club       |
| Lurgan Town                | 1 – 3           | Derriaghy Cricket Club   |
| Moneyslane                 | 1 – 2           | Kilmore Recreation       |
| Mossley                    | 2 – 9           | Drumaness Mills          |
| Oxford Sunnyside           | 3 – 1           | Hanover                  |
| Banbridge Rangers          | 2 – 3           | Dunmurry Recreation      |
| Queen's University         | 8 – 1           | Woodvale                 |
| Rathcoole                  | 0 – 1           | Ballymoney Utd           |
| Rathfriland Rangers        | 1 – 1 (2-4 dtr) | Ballymacash Rangers      |
| Rosemount Rec              | 2 – 0           | Larne Technical Old Boys |
| Seapatrick                 | 2 – 1           | Bangor Amateurs          |
| Shamrock                   | 1 – 5           | PSNI                     |
| Short Brothers             | 2 – 7           | Dromara Village          |
| St Mary's Youth            | 2 – 3           | Glebe Rangers            |
| St Oliver Plunkett         | 1 – 2           | Warrenpoint Town         |
| Strabane Athletic          | 6 – 0           | Craigavon City           |
| Tobermore United           | 3 – 3 (5-4 dtr) | Desertmartin             |
| Valley Rangers             | 1 – 1 (4-2 dtr) | 1st Bangor Old Boys      |

## Terzo turno
Il sorteggio per il terzo turno è stato effettuato il 18 settembre 2023.
| Squadra 1              | Risultato | Squadra 2           |
| ---------------------- | --------- | ------------------- |
| 28 ottobre 2023        |           |                     |
| Derriaghy Cricket Club | 4 – 1     | Aquinas             |
| Downshire Young Men    | 1 – 3     | Ballymacash Rangers |
| Immaculata             | 0 – 3     | Crumlin Star        |
| Lisburn Rangers        | 4 – 3     | Dunmurry Recreation |
| Newbuildings Utd       | 0 – 5     | Limavady Utd        |
| Portstewart            | 1 – 3     | Ballymoney Utd      |
| Queen's University     | 4 – 3     | Comber Recreation   |
| Seapatrick             | 0 – 2     | Valley Rangers      |
| Strabane Athletic      | 3 – 2     | Dromara Village     |
| Tobermore United       | 4 – 1     | Kilmore Recreation  |
| Warrenpoint Town       | 3 – 0     | Abbey Villa         |
| Wellington Recreation  | 1 – 3     | Fivemiletown United |
| Willowbank             | 1 – 0     | Moyola Park         |
| 4 novembre 2023        |           |                     |
| Glebe Rangers          | 0 – 2     | Oxford Sunnyside    |
| Rosemount Rec          | 4 – 2     | Lisburn Distillery  |
| 11 novembre 2023       |           |                     |
| Drumaness Mills        | 3 – 2     | PSNI                |

## Quarto turno
Il sorteggio per il quarto turno si è tenuto il 30 ottobre 2023.
| Squadra 1           | Risultato | Squadra 2              |
| ------------------- | --------- | ---------------------- |
| 25 novembre 2023    |           |                        |
| Ballymacash Rangers | 3 – 1     | Drumaness Mills        |
| Crumlin Star        | 2 – 0     | Limavady Utd           |
| Fivemiletown United | 0 – 5     | Strabane Athletic      |
| Queen's University  | 3 – 2     | Derriaghy Cricket Club |
| Rosemount Rec       | 3 – 1     | Ballymoney Utd         |
| Valley Rangers      | 0 – 3     | Oxford Sunnyside       |
| Warrenpoint Town    | 6 – 1     | Lisburn Rangers        |
| Willowbank          | 3 – 2     | Tobermore United       |

## Quinto turno
Al quinto turno partecipano le otto vincitrici del quarto turno, insieme con le 12 squadre della Premiership 2023-2024 e le 12 squadre della Championship 2023-2024. Il sorteggio si è tenuto il 6 dicembre 2023.
| Squadra 1               | Risultato       | Squadra 2           |
| ----------------------- | --------------- | ------------------- |
| 5 gennaio 2024          |                 |                     |
| Coleraine               | 0 – 3 (dts)     | Cliftonville        |
| 6 gennaio 2024          |                 |                     |
| Knockbreda              | 0 – 4           | Glenavon            |
| Oxford Sunnyside        | 2 – 3 (dts)     | Ballymacash Rangers |
| Queen's University      | 0 – 4           | Ballymena Utd       |
| Ballyclare Comrades     | 5 – 2           | Strabane Athletic   |
| Bangor                  | 3 – 1           | Dergview            |
| Carrick Rangers         | 1 – 1 (4-5 dtr) | Portadown           |
| Crusaders               | 1 – 1 (6-7 dtr) | Ards                |
| Dungannon Swifts        | 5 – 0           | Willowbank          |
| Glentoran               | 1 – 0           | Annagh Utd          |
| Harland & Wolff Welders | 1 – 4           | Larne               |
| Institute               | 2 – 0 (dts)     | Crumlin Star        |
| Linfield                | 4 – 2           | Warrenpoint Town    |
| Loughgall               | 3 – 0           | Rosemount Rec       |
| Newington Youth         | 2 – 1           | Dundela             |
| Newry City              | 3 – 2           | Ballinamallard Utd  |

## Sesto turno
Al sesto turno partecipano le 16 squadre vincitrici del quinto turno. Il sorteggio si è tenuto il 6 gennaio 2024.
| Squadra 1           | Risultato | Squadra 2           |
| ------------------- | --------- | ------------------- |
| 2 febbraio 2024     |           |                     |
| Ballymacash Rangers | 1 – 6     | Glentoran           |
| 3 febbraio 2024     |           |                     |
| Cliftonville        | 4 – 0     | Loughgall           |
| Dungannon Swifts    | 2 – 3     | Ballyclare Comrades |
| Institute           | 1 – 0     | Ards                |
| Larne               | 5 – 0     | Glenavon            |
| Linfield            | 2 – 0     | Ballymena Utd       |
| Newry City          | 1 – 2     | Newington Youth     |
| Portadown           | 2 – 1     | Bangor              |

## Quarti di finale
Il sorteggio si è tenuto il 3 febbraio 2024.
| Squadra 1    | Risultato | Squadra 2           |
| ------------ | --------- | ------------------- |
| 1 marzo 2024 |           |                     |
| Portadown    | 0 – 2     | Cliftonville        |
| 2 marzo 2024 |           |                     |
| Glentoran    | 2 – 0     | Ballyclare Comrades |
| Larne        | 4 – 1     | Newington Youth     |
| 3 marzo 2024 |           |                     |
| Institute    | 1 – 3     | Linfield            |

## Semifinali
Il sorteggio si è tenuto il 2 marzo 2024.
| Squadra 1     | Risultato | Squadra 2 |
| ------------- | --------- | --------- |
| 29 marzo 2024 |           |           |
| Glentoran     | 1 – 3     | Linfield  |
| 30 marzo 2024 |           |           |
| Cliftonville  | 2 – 0     | Larne     |

## Finale
| Arbitro: | Jamie Robinson |

|                              |           |           |
| Ashford 52’ Hale 91’, 120+5’ | Marcatori | 14’ McGee |